# Кетлін Феррір
Кетлін Мері Феррір (англ. Kathleen Mary Ferrier; 22 квітня 1912, Блекберн, Ланкашир — 8 жовтня 1953, Лондон) — британська співачка (контральто).

## Біографія
Дочка вчителя музики, була змушена в 14 років залишити школу і заробляти гроші на життя небагатої сім'ї.
Вчитися співу стала пізно, почала музичну кар'єру в Лондоні лише в 1942 році.
Гастролювала в Італії, Австрії, США, Кубі, Норвегії, Швеції та Нідерландах.
Померла від раку грудей.

## Творчість
У роки Другої світової війни брала участь в аматорських концертах на заводах і у військових частинах. 
З великим успіхом співала англійські народні пісні. 
З глибоким драматизмом виконувала твори Перселла, Баха ( Страсті за Матфеєм,  Страсті за Іоанном , Меса сі мінор, кантати), Глюка (Орфей і Еврідіка), Генделя (Месія), Шумана ( Любов і життя жінки), Шуберта, Брамса, Малера (Пісні про померлих дітей,Пісня про землю), Елгара (Сон Геронтія, запис не збереглася). Останній виступ відбулося в лютому 1953 року в на сцені лондонського театру Ковент-Гарден.

## Творчі зв'язки
Працювала з багатьма видатними диригентами: Малькольмом Сарджентом, Бруно Вальтером, сером Джоном Барбіроллі, Джордже Енеску, Гербертом фон Караяном й ін. Її партнерами були Елізабет Шварцкопф, Юліус Патцак, Пітер Пірс. Бенджамін Бріттен, з яким Ферриер дружила, написав в розрахунку на неї партії в опері Наруга Лукреції, кантікле Авраам і Ісаак і Весняної симфонії.

## Пам'ять
На згадку про Ферриер з 1956 року проводиться конкурс молодих оперних співаків на здобуття Премії Кетлін Ферриер.
Співачка введена в Зал слави журналу Gramophone.